# 鳥取県立鳥取聾学校ひまわり分校
鳥取県立鳥取聾学校ひまわり分校（とっとりけんりつ とっとりろうがっこう ひまわりぶんこう）は、鳥取県米子市にある県立聾学校。聴覚に障害のある幼児・児童・生徒が学ぶ学校である。

## 設置学部
- 幼稚部
- 小学部
- 中学部
- その他
  - 通級指導教室、教育相談、乳幼児教室

## 沿革
- 1994年（平成6年）4月1日 - 鳥取県立鳥取聾学校の分校として幼稚部のみで開校
- 2004年（平成16年）4月1日 - 小学部を設置
- 2010年（平成22年）4月1日 - 中学部を設置

## 交通アクセス
- 西日本旅客鉄道（JR西日本）山陰本線 米子駅前より
  - 日ノ丸バス皆生線新開行き「療育センター」バス停下車
  - または車で約15分